# Hays plc
Hays plc er et britisk vikar- og rekrutteringsbureau med hovedkvarter i London. Deres services tilbydes i 33 lande.